# 突尼斯制宪议会
突尼西亞制宪议会（阿拉伯语：‎）是突尼西亞在2011年1月宰因·阿比丁·本·阿里下台后为进行民主变革而组成的制宪议会。同年10月进行的制宪议会选举选出217名来自本土和海外的代表以制订国家宪法，以及组建过渡政府和任命过渡总统行使行政权，直至新一届国会大选开始。现已完成职责，由国民代表大会取代。
选举于2011年10月23日举行，10月27日晚公布结果，复兴运动党以获得217个席位中的89席成为制宪议会的第一大党，标志着伊斯兰主义政党未来将主导突尼西亞的政治。
全国共有410多万名注册选民和近50万非注册选民参加了投票，投票率为75%。这是该国首次由独立选举机构组织和领导的全国大选，是现代史上第一次真正的民主选举。根据《选举法》，制宪议会将在两周内举行首次全体会议，选举产生一名议长和两名副议长。随后，制宪议会将在新议长的主持下，推举产生代总统和任命新一届过渡政府总理。

## 选举结果
总共19个政党获得了203个席位，独立候选人获得了9席，政党联盟获得5席。在这19个政党中，获得席位较多的分别是：
- 復興運動黨 (89席)
- 保卫共和大会 (29席)
- 人民请愿党 (26席)
- 争取工作与自由民主论坛 (20席)
- 民主进步党 (16席)

## 选举总统
2011年12月12日，共和議會黨主席蒙瑟夫·馬佐基在制宪议会上以155票赞成、3票反对、2票弃权以及44张空白废票的结果被选为突尼斯总统。